# Самопенд
Самопенд (пол. Samopęd) — польский дворянский герб.

## Описание
В пересечённом на лазурь и червлень щите с золотой каймой, в верхнем поле — золотая пчела, в нижнем — шестилучевая золотая звезда.
Щит увенчан дворянскими шлемом и короной. Нашлемник: три страусовых пера. Намёт на щите голубой и красный, подложенный золотом.

## Герб используют
Август-Леопольд Герц, г. Самопенд, жалован дипломом на потомственное дворянское достоинство Царства Польского.